# Último encuentro
Último encuentro è un film del 1967 diretto da Antonio Eceiza.